# Claude Noel
Claude Noel (* 22. August 1949 in Roxborough; † 21. Mai 2023 in San Juan) war ein Leichtgewichts-Boxer aus Trinidad und Tobago.
Im Jahre 1979 boxte er gegen Ernesto España um den vakanten WBA-Weltmeistertitel und scheiterte. Am 12. September 1981 kämpfte er gegen Rodolfo González erneut um den vakanten Weltmeistergürtel der WBA und siegte über 15 Runden durch einstimmigen Beschluss. Er verlor den Titel bereits im Dezember desselben Jahres in seiner ersten Titelverteidigung an Arturo Frias, als er in einem auf 15 Runden angesetzten Kampf in der 8. Runde k. o. ging.
Der Claude Noel Highway auf Tobago, der die Inselhauptstadt Scarborough mit dem südwestlich gelegenen Crown Point verbindet, ist nach Noel benannt.